# My Arms, Your Hearse
My Arms, Your Hearse ist das dritte Studioalbum der schwedischen Metal-Band Opeth. Es erschien im Jahr 1998 bei Candlelight Records.

## Entstehung und Veröffentlichung
Nach der Veröffentlichung von Morningrise tourten Opeth mit Cradle of Filth in Europa. Anschließend wurde der Bassist Johan DeFarfalla entlassen und der Schlagzeuger Anders Nordin stieg aus, um in Brasilien zu leben. Für das dritte Album übernahm Mikael Åkerfeldt selbst den Bass, neuer Schlagzeuger wurde Martin Lopez. My Arms, Your Hearse, dessen lyrisches Konzept vor den musikalischen Kompositionen entstand, wurde im Sommer 1997 im Studio Fredman aufgenommen. Fredrik Nordström war Koproduzent und spielte die Hammond-Orgel ein. Gemastert wurde das Album von Göran Finnberg in The Mastering Room. My Arms, Your Hearse ist nach einer Textpassage des Stücks „Drip Drip“ von Comus’ Debütalbum benannt.
Nach der Veröffentlichung wurde Lopez’ Freund Martin Mendez neuer Bassist, Opeth traten einige Male in Großbritannien auf und unterschrieben einen Plattenvertrag bei Peaceville Records. Candlelight Records legte My Arms, Your Hearse erstmals 2000 mit je einem Celtic-Frost- und Iron-Maiden-Cover neu auf, im Jahr 2003 erschien eine limitierte Auflage in einer Blechdose. Es gab auch verschiedene LP-Auflagen.

## Titelliste
1. Prologue – 0:59
2. April Ethereal – 8:41
3. When – 9:14
4. Madrigal – 1:26
5. The Amen Corner – 8:43
6. Demon of the Fall – 6:13
7. Credence – 5:26
8. Karma – 7:52
9. Epilogue – 3:59

Bonus-Titel
1. Circle of the Tyrant – 5:12
2. Remember Tomorrow – 5:00

## Stil
Opeth entwickeln sich im Vergleich zum Debüt und zu Morningrise weiter und legen mit My Arms, Your Hearse ihr erstes Konzeptalbum vor. Die Death-Metal-Wurzeln sind deutlich erkennbar, es zeigen sich aber auch Einflüsse aus dem Progressive Rock. Es finden sich also harte Riffs, Doublebass-Passagen und gutturaler Gesang, aber auch harmonische Soli, ruhige und akustische Passagen, eingängige Melodien und heller Gesang. Die abwechslungsreichen und stimmungsvollen Stücke und ihre Texte gehen fließend ineinander über. Das lyrische Konzept erzählt die Geschichte eines Verstorbenen, der als Geist den schmerzhaften Abschied von seiner Frau und seine ewige Einsamkeit verarbeiten muss.

## Rezeption
Das Album wurde von der Presse positiv aufgenommen. Frank Stöver vom Rock Hard findet es eigenständig und attestierte der Band im Jahr 1998 großes Potenzial. Steve Huey von Allmusic urteilt, das Album variiere Texturen und Stimmungen so, dass der Hörer das Interesse an den langen Stücke nicht verliere. Captain Chaos von vampster resümiert: „Mehr Kreativität, Aufrichtigkeit, visionäres Songwriting, dichtere Arrangements haben OPETH nie abgeliefert, nie gab es von ihnen ein Album zu hören, das in sich geschlossener war und das dem Hörer so viel gegeben hat. Zehn Jahre sind vergangen, seitdem dieses Meisterwerk erschienen ist, von seiner Faszination hat es nichts verloren.“